# Rör vid mig Kristus
Rör vid mig Kristus är en psalm, med text skriven 1978 av Arne H. Lindgren och musik skriven 1978 av Stellan Jonsson.

## Publicerad i
- Psalmer och Sånger 1987 som nr 566 under rubriken "Att leva av tro - Stillhet - meditation".[1]